# Trophy (system obrony)

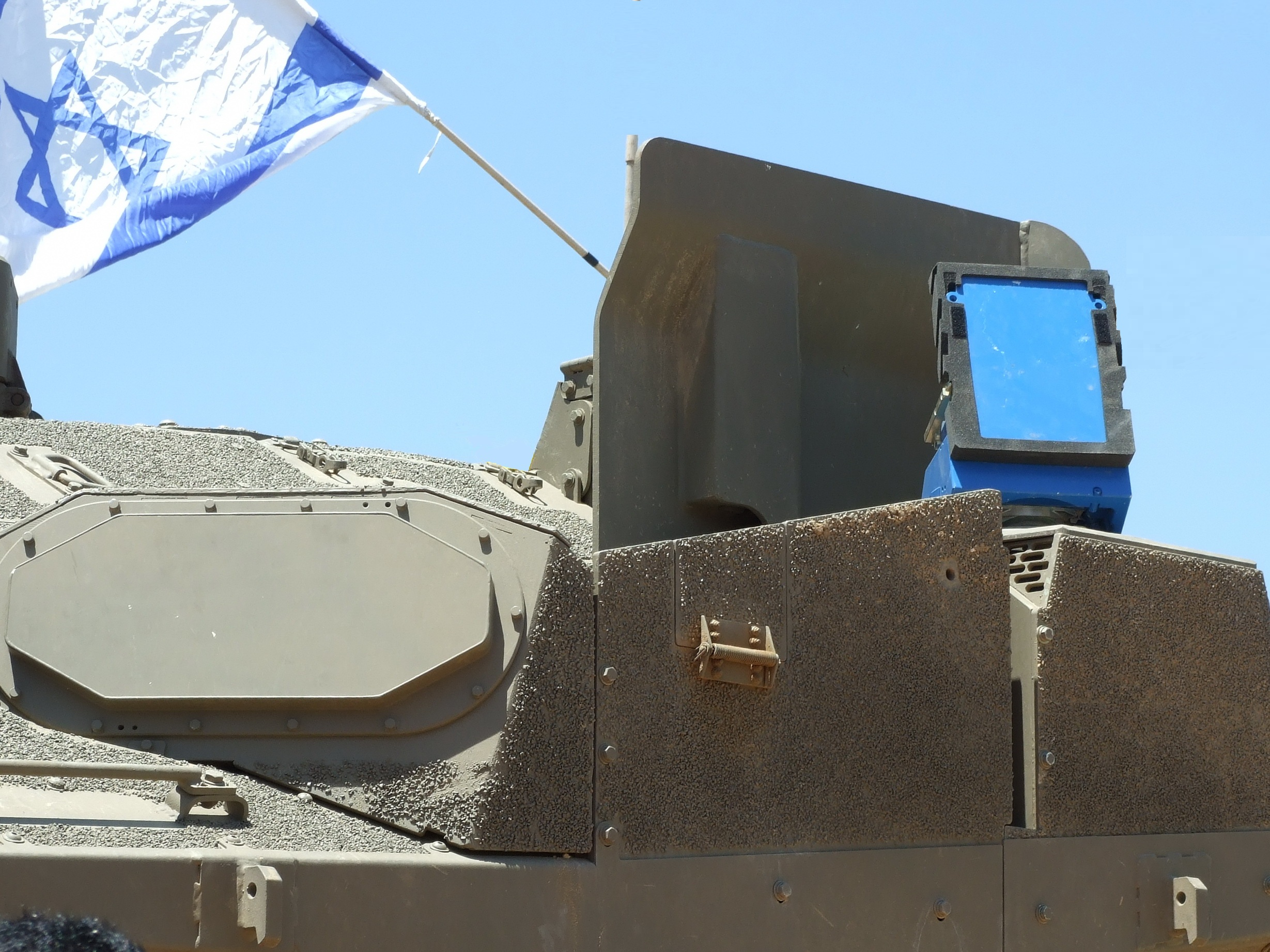
Antena radaru systemu TROPHY na czołgu Merkawa

TROPHY (hebr. מְעִיל רוּחַ, me’il ru’ach) – izraelski system obrony aktywnej, przeznaczony głównie do ochrony pojazdów opancerzonych przed pociskami przeciwpancernymi.
System opracowany przez firmę Rafael. W 2007 roku zadecydowano o wyposażeniu w system czołgów Merkawa Mk4 oraz bojowych wozów piechoty Namer. W 2009 rozpoczęto wyposażanie czołgów.
System tworzy półkulistą strefę, w której pociski skierowane w chroniony obiekt są wykrywane za pomocą radaru, ich tor jest analizowany i w razie potrzeby, system wystrzeliwuje pociski niszczące pocisk zagrażający w bezpiecznej odległości od chronionego obiektu.
Wykrywanie realizowane jest za pomocą stałych, płaskich anten radarowych, umieszczonych na powierzchni pojazdu. Po przechwyceniu pocisku przez radar, komputer systemu określa jego prędkość i trajektorię, decydując, czy stanowi zagrożenie. Określa też punkt startowy, przesyłając informację do systemu kierowania ogniem i do załogi.
Jeżeli wykryty pocisk zagraża obiektowi chronionemu z systemu wystrzeliwany jest pocisk formowany wybuchowo, który niszczy nadlatujący pocisk w odległości rzędu 10-30 metrów od chronionego pojazdu. Działanie przeciwpocisku opracowywano w ten sposób, aby zminimalizować zagrożenie dla znajdujących się w pobliżu obiektów (np. współdziałającej piechoty).
System może reagować na kilka nadlatujących pocisków, a automatyczne ładowanie umożliwia działanie ochrony podczas powtarzanych ataków. Elementy systemu są chronione osłonami pancernymi, dzięki czemu są odporne na uszkodzenie przez pociski małego kalibru lub odłamki.
Pełny system waży około 800 kg i przeznaczony jest do instalowania na ciężkich wozach bojowych. Opracowywane są wersje lżejsze, MV (medium weight) do montażu na średnich pojazdach (10-30 ton) (waga systemu około 450 kg) oraz wersja LV (light weight), przeznaczona do pojazdów lekko opancerzonych.

W 2023 roku producent podaje, że system przepracował już milion godzin i wykazał się 90 % skutecznością. Wyposażenie jednego czołgu w system Trophy kosztuje około pół miliona USD.